# デンジャー・ゾーン
『デンジャー・ゾーン』（原題：Outside the Wire）は、ミカエル・ハフストローム監督による2021年公開のアメリカ合衆国のSF映画であり、2021年1月15日にNetflixで配信された。
世界的な大惨事を阻止するためにドローンパイロット（ダムソン・イドリス）とアンドロイド兵士（アンソニー・マッキー）がある兵器の行方を追う。主演の一人であるアンソニーはプロデューサーも務めている。

## あらすじ
近未来。ドローンパイロットのトーマス・ハープ中尉は2人の命を犠牲にして38人の命を救うも、命令に反した行動だったため、罰として危険な武装地帯に送られる。
そこで、彼はアンドロイド兵士・リオ大尉の配下となり、2人で協力して世界を破滅に導く兵器を探すことになる。

## キャスト
※括弧内は日本語吹替。
- リオ大尉 - アンソニー・マッキー（田村真[3]）：アンドロイド将校
- トーマス・ハープ中尉 - ダムソン・イドリス（勝杏里[3]）：ドローンパイロット
- ソフィヤ - エミリー・ビーチャム（佐古真弓[3]）
- ミラー特務曹長 - エンゾ・シレンティ（英語版）（咲野俊介）
- エックハート大佐 - マイケル・ケリー（田中正彦）
- ヴィクトル・コバル将軍 - ピルウ・アスベック（英語版）（坂詰貴之）
- ベイル - Kristina Tonteri-Young（宇田川紫衣那）
- Reggie - Bobby Lockwood
- Adams - Elliot Edusah
- Lara Thomas - Kosar Pourreza

## 製作
本作は2019年6月に、アンソニー・マッキーが主演とプロデュースを、そしてミカエル・ハフストロームが監督を務めることが発表された。翌月、ダムソン・イドリスとエミリー・ビーチャムの出演が確定した。その後、マイケル・ケリーとピルウ・アスベックも出演することとなった。
撮影は2019年8月にブダペスト周辺で始まり、8週間続いた。

## 公開
本作は、2021年1月15日にNetflixを通じて配信された。

## 評価
レビュー・アグリゲーターのRotten Tomatoesでは90件のレビューで支持率は37%、平均点は4.90/10となった。Metacriticでは15件のレビューを基に加重平均値が45/100となった。